# Poyntonophrynus damaranus
Poyntonophrynus damaranus és una espècie d'amfibi de la família dels bufònids. Aquesta espècie es coneixia anteriorment com Bufo damaranus, que ara es considera un sinònim.
És un endemisme del nord i nord-oest de Namíbia. Es pot trobar a una altitud de 1.500 m. El seu hàbitat natural són les sabanes seques, prades seques tropicals i subtropicals, rius intermitents i aiguamolls d'aigua dolça intermitents en entorns semiàrids i en zones d'aigua temporals. És una espècie terrestre que habita entorns d'aigua dolça. També habita prop de rierols. No hi ha cap amenaça significativa per a la supervivència d'aquesta espècie, car no es tenen dades suficients.